# اولیویه تومرت
اولیویه تومرت (انگلیسی: Olivier Thomert؛ زادهٔ ۲۸ مارس ۱۹۸۰) بازیکن فوتبال اهل فرانسه است.
از باشگاه‌هایی که در آن بازی کرده‌است می‌توان به باشگاه فوتبال هرکولس، پورتلند تیمبرز، باشگاه فوتبال لانس، باشگاه فوتبال رن، و باشگاه فوتبال لو مان اشاره کرد.
وی همچنین در تیم ملی فوتبال مارتینیک بازی کرده‌است.